# Andrea Albergati
Andrea Albergati (Pavia, 30 settembre 1965) è un politico italiano.

## Biografia
Dopo aver ottenuto il diploma di maturità scientifica presso il liceo Torquato Taramelli di Pavia nel 1984, consegue la laurea in Medicina e Chirurgia presso l'Università degli Studi di Pavia con il massimo dei voti e la lode, con una tesi riguardante i ritmi circadiani della melatonina nei pazienti alcolisti. Dal 1991 è iscritto all'albo dei Medici Chirurghi ed Odontoiatri della provincia di Pavia. Consegue poi la specializzazione in Neurologia presso l'Università degli studi di Pavia.
Dal 1996 al 1999 è titolare di attività di medico di continuità assistenziale presso l'ASL di Cremona. Medico fiduciario dell'ANFASS di Pavia dal 2000 al 2005. È responsabile dell'Unità operativa di riabilitazione neurologica presso gli "Istituti Clinici di Pavia e Vigevano".

## Attività politica
Esponente del PPI, il 23 giugno 1996 viene eletto, circa 3 mesi prima di compiere 31 anni, sindaco della città di Pavia, a guida di una coalizione di centro-sinistra. Vince la tornata elettorale al ballottaggio con il 60,73% dei voti contro il giornalista pavese Giuseppe Rossetti, indipendente di Forza Italia. 
Il 30 aprile 2000, giungendo al secondo turno contro il candidato leghista Gianpiero Chirichelli, è rieletto primo cittadino con il 57,15% dei voti, contro il 42,85 del candidato espressione del centro-destra pavese, che rispetto alla tornata precedente del 1996 si era presentato unito. Nel 2001 aderisce alla Margherita.
Nella primavera del 2005 termina il suo secondo mandato come sindaco, cedendo il posto alla direttrice didattica oltrepadana Piera Capitelli, che vince le elezioni comunali al secondo turno, sempre con una coalizione formata dai partiti del centro-sinistra.
Nel 2006 è stato candidato alla presidenza della Provincia di Pavia dalla coalizione di centro-sinistra. Nella tornata elettorale del 28 e 29 maggio viene sconfitto al primo turno dal candidato del centro-destra Vittorio Poma, che vince con il 50,3% dei voti, contro il 46,4% della compagine guidata da Albergati; viene eletto consigliere provinciale di opposizione. Dal 2007 è membro del PD.
Nel 2009 vince le primarie interne del centro-sinistra per le amministrative della città di Pavia e viene quindi candidato per la terza volta a sindaco, ma viene sconfitto da Alessandro Cattaneo del Popolo della Libertà (il quale, venendo proclamato primo cittadino all'età di trent'anni, diventa il più giovane sindaco pavese di sempre, togliendo tale primato proprio ad Albergati); è quindi eletto consigliere comunale di opposizione.